# Yu Garden
Der Yu Garden befindet sich an der Feldbrunnenstraße im Stadtteil Rotherbaum in direkter Nachbarschaft des Museums für Kunst und Kulturen im Bezirk Hamburg-Eimsbüttel. Das Ensemble vereint chinesische Architektur und Gartenbaukunst nach den Leitsätzen des Feng Shui auf einer Fläche von ca. 3400 Quadratmetern. Architektonisches Vorbild ist der Yu Garden in Shanghai mit dem Yuyuan-Teehaus aus der Ming-Dynastie und dem Teehaus als Hauptgebäude.

## Geschichte
Der Bau der Anlage beruht auf der Städtepartnerschaft zwischen Shanghai und Hamburg. Die Erklärung, die traditionelle Freundschaft zu pflegen, die Zusammenarbeit zu intensivieren, Handel zu treiben, die Kultur beider Städte zu achten und zu pflegen und sich besonders in den Bereichen Wirtschaft, Wissenschaft, Technik, Verkehr, Städteplanung regelmäßig auszutauschen, wurde 1986 vom Ersten Bürgermeister Klaus von Dohnanyi und damaligen Oberbürgermeister Shanghais und späteren Staatspräsidenten Jiang Zemin unterzeichnet. Alle zwei Jahre werden Themenschwerpunkte in einem Memorandum festgehalten. Zum Jubiläum der 20-jährigen Städtepartnerschaft wurden im Jahr 2006 einige offizielle Festakte vollzogen; eine Hamburger Delegation reiste nach China, die HafenCity bekam eine Shanghaiallee und die Verantwortlichen beschlossen, auch ein sichtbares Zeichen ihrer Verbundenheit in Form eines Chinesischen Zentrums in Hamburg zu setzen. Es sollte ein Zentrum für Kultur sein, aber auch den Tourismus zwischen Shanghai und Hamburg fördern. Die Stadt Hamburg stellte direkt an der Rückseite des Museums – damals für Völkerkunde –- heute MARKK (Museum am Rothenbaum für Kunst und Kulturen) ein Grundstück zur Verfügung. Grundlage über die Nutzung war ein Erbbaurechtsvertrag, mit dem die Stadt Hamburg den chinesischen Partnern das hochwertige Grundstück von ca. 3400 Quadratmetern für 30 Jahre unentgeltlich überlässt.

### Bau des Yu Gardens
Schon im Memorandum 2004 wurde der Bau des Hamburg-Shanghai-Tourismus-Europa-Zentrums beschlossen und eine Firma mit der Planung beauftragt. Im Bezirksamt Eimsbüttel am Grindelberg befand sich seit September 2006 im Foyer ein Modell des künftigen Deutsch-Chinesischen Zentrums. Nachdem ein Investor und eine Firma gefunden waren, es zu bauen, war im November 2007 feierliche Grundsteinlegung. Die Materialien – überwiegend Kiefernholz, traditionelle Dachziegel, Taihu-Steine, Mobiliar und vieles mehr aus der dortigen Region – wurden in über 40 Schiffscontainern verpackt und nach Hamburg transportiert. Material und fachliche Kompetenz, es zu bauen, waren ein Geschenk an Hamburg. Zum Ensemble gehörte anfangs auch ein Restaurant mit traditioneller chinesischer Küche. Eröffnung der Anlage war im September 2008.

### Das Ensemble
Der Yu Garden befindet sich auf einer Anhöhe, die über wenige Stufen sowohl an der Binderstraße als auch an der Feldbrunnenstraße erreichbar ist. Eine schmale Schräge ohne Stufen liegt an der Binderstraße. Der Haupteingang befindet sich an der Feldbrunnenstraße, erkennbar an dem großen chinesischen Eingangstor, davor zwei große, steinerne Löwen. Die größeren Gebäude, das Teehaus sowie der Teepavillon befinden sich auf der Nord- und Westseite des Ensembles auf zwei Etagen und sind in L-Form angeordnet. Die große Terrasse verbindet die Gebäude, davor befindet sich eine künstlich angelegte Wasserfläche mit einem Wasserfall aus Taihu-Steinen. Im Wasser schwimmen diverse Kleinfische und einige Pflanzen. Eine mehrfach gezackte Brücke führt über die Wasserfläche zum Nebengebäude und zum Teehaus. An der Brücke befinden sich kleine Löwen-Statuen gegen böse Geister und Deko-Ornamente. Schmale Gehwege mit Symbolen führen durch den Garten und zu den kleineren Gartenpavillons. Zwei große Mosaiken befinden sich im Boden: das Yin-und-Yang-Symbol auf dem Gehweg im Garten und der Kranich, der in China eine hohe Bedeutung hat. Er symbolisiert Weisheit und ein langes Leben und befindet sich in einem überdachten Pavillon. An der Nordseite wird das Grundstück durch eine weiße Mauer mit gewelltem Abschluss begrenzt, dort befinden sich eine Einfahrt und einige Stellflächen für PKWs oder Lieferfahrzeuge. Westlich an der Binderstraße und der Rückseite des Museums befindet sich die Einfahrt in eine Tiefgarage, versehen mit einem großen frei stehenden chinesischem Tor. Alle Gebäude, auch die kleinen Gartenpavillons sind mit Schriftsymbolen versehen. Größere Taihu-Steine sind im ganzen Garten und im Wasser verteilt, ein Stein ist mit goldener Schrift versehen. Zur Straße ist der Garten offen und grenzt sich durch die erhöhte Fläche und Bepflanzungen von den Bürgersteigen ab. Die Außenflächen können jederzeit besucht werden, auch wenn die Gebäude verschlossen sind und keine Veranstaltung stattfindet. Sitzflächen in den Gartenpavillons und an den Gehwegen laden Besucher zum Verweilen ein.

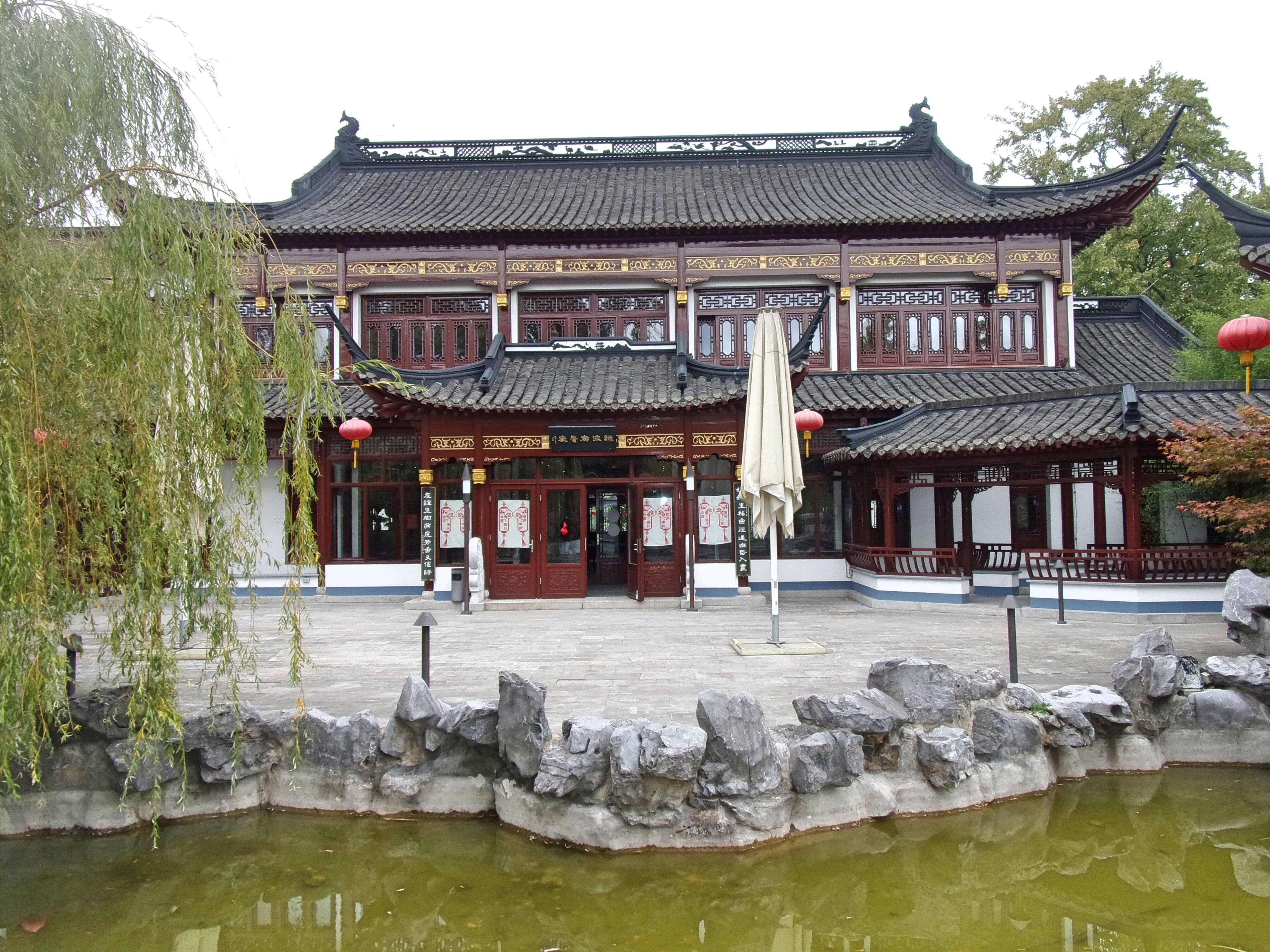
Teehaus mit Terrasse
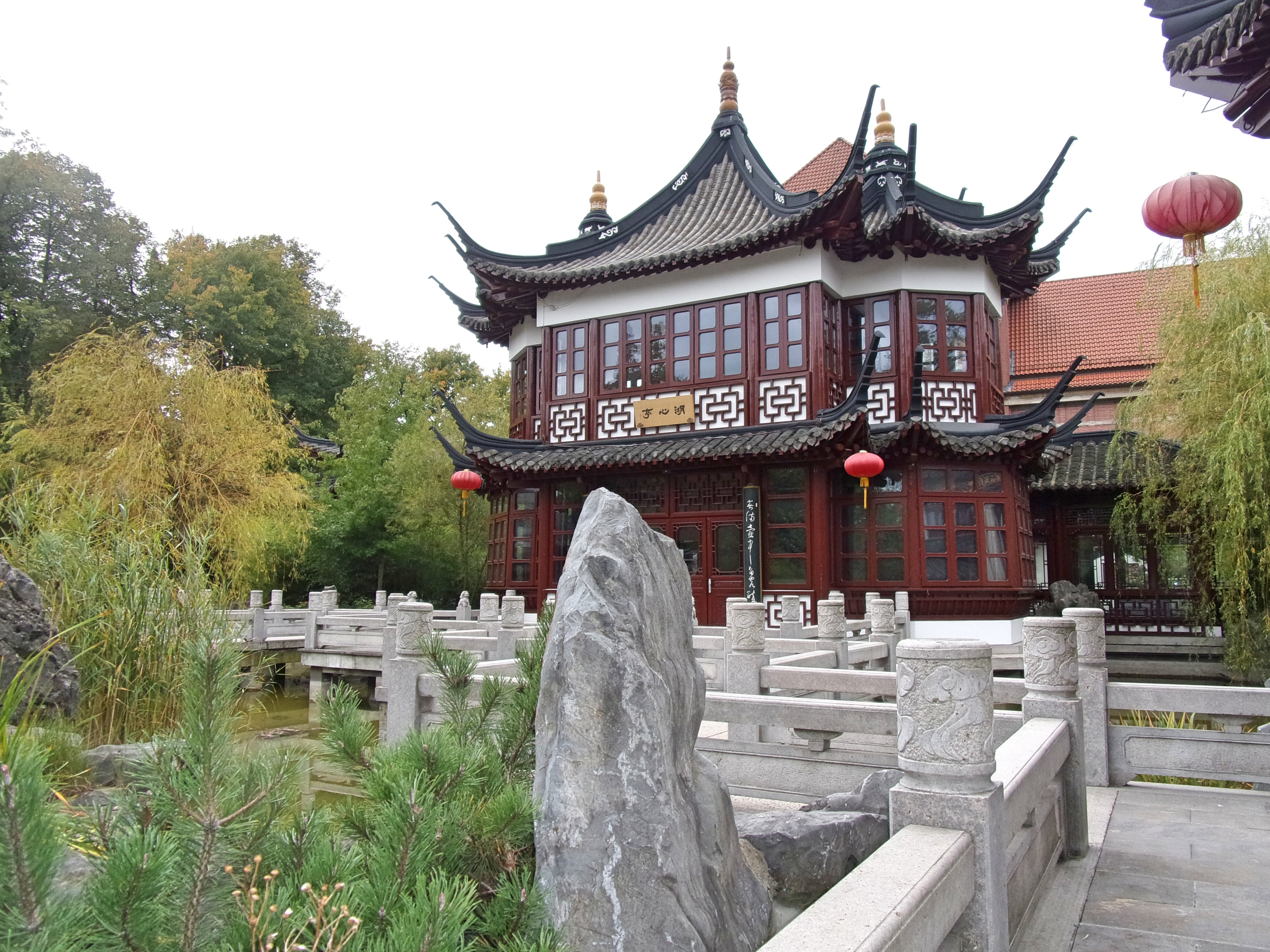
Traditionelle Elemente im Yu Garden. Pavillon, Wasser, gezackte Brücke, Bäume und Taihu-Steine
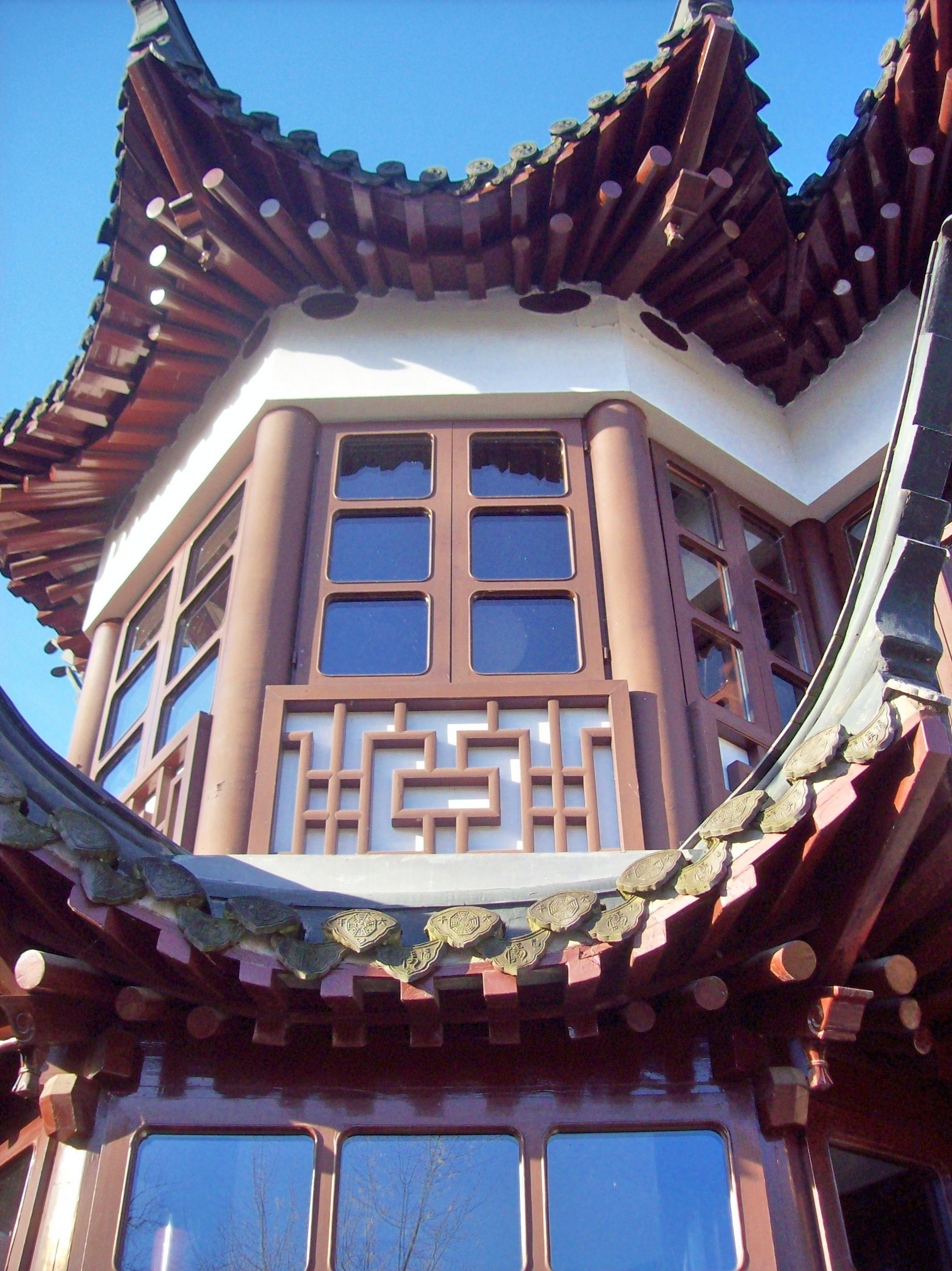
Chinesische Handwerkskunst bei den Dächern
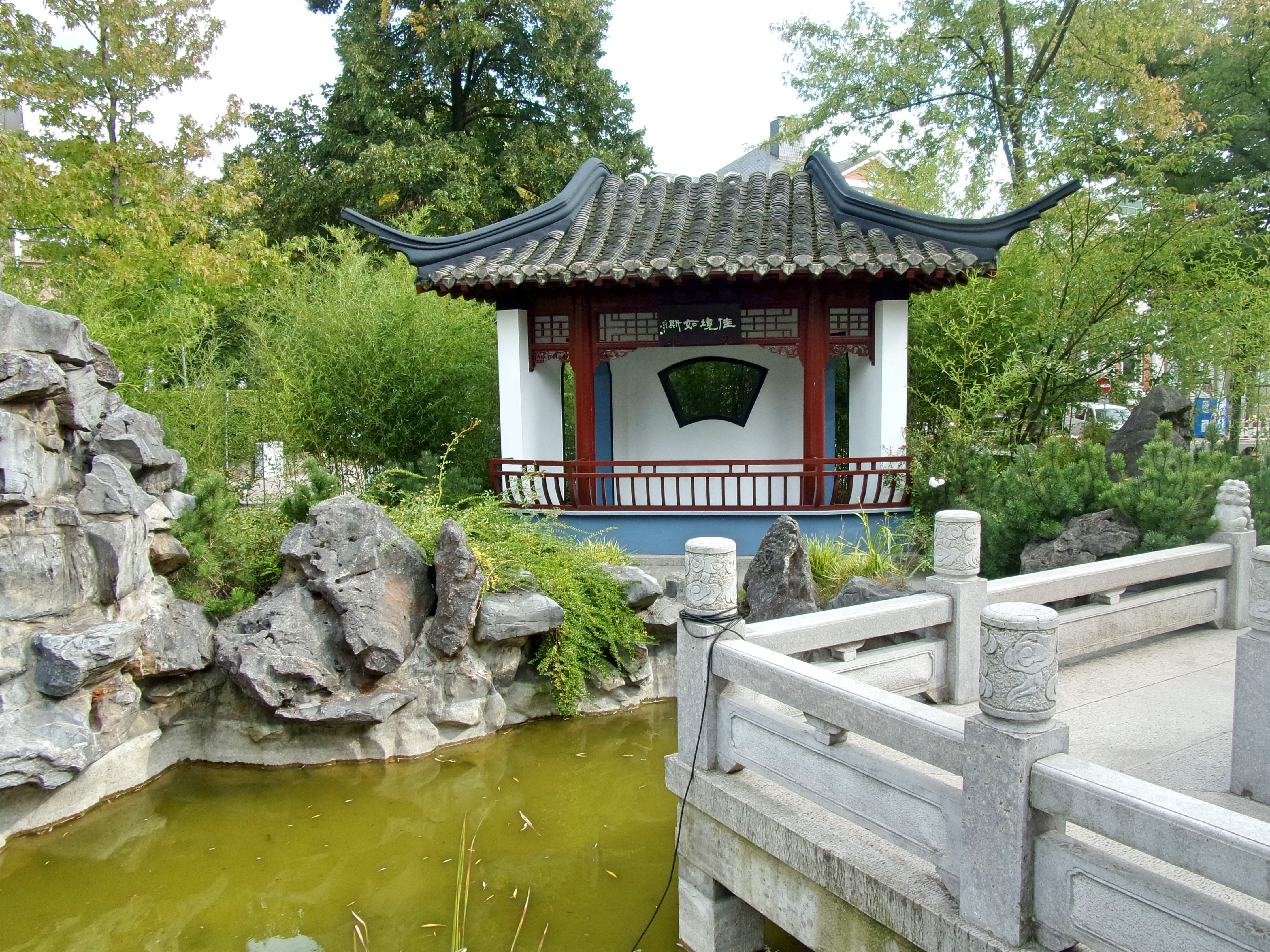
Gartenpavillon mit Wasserfall und Baumbepflanzung
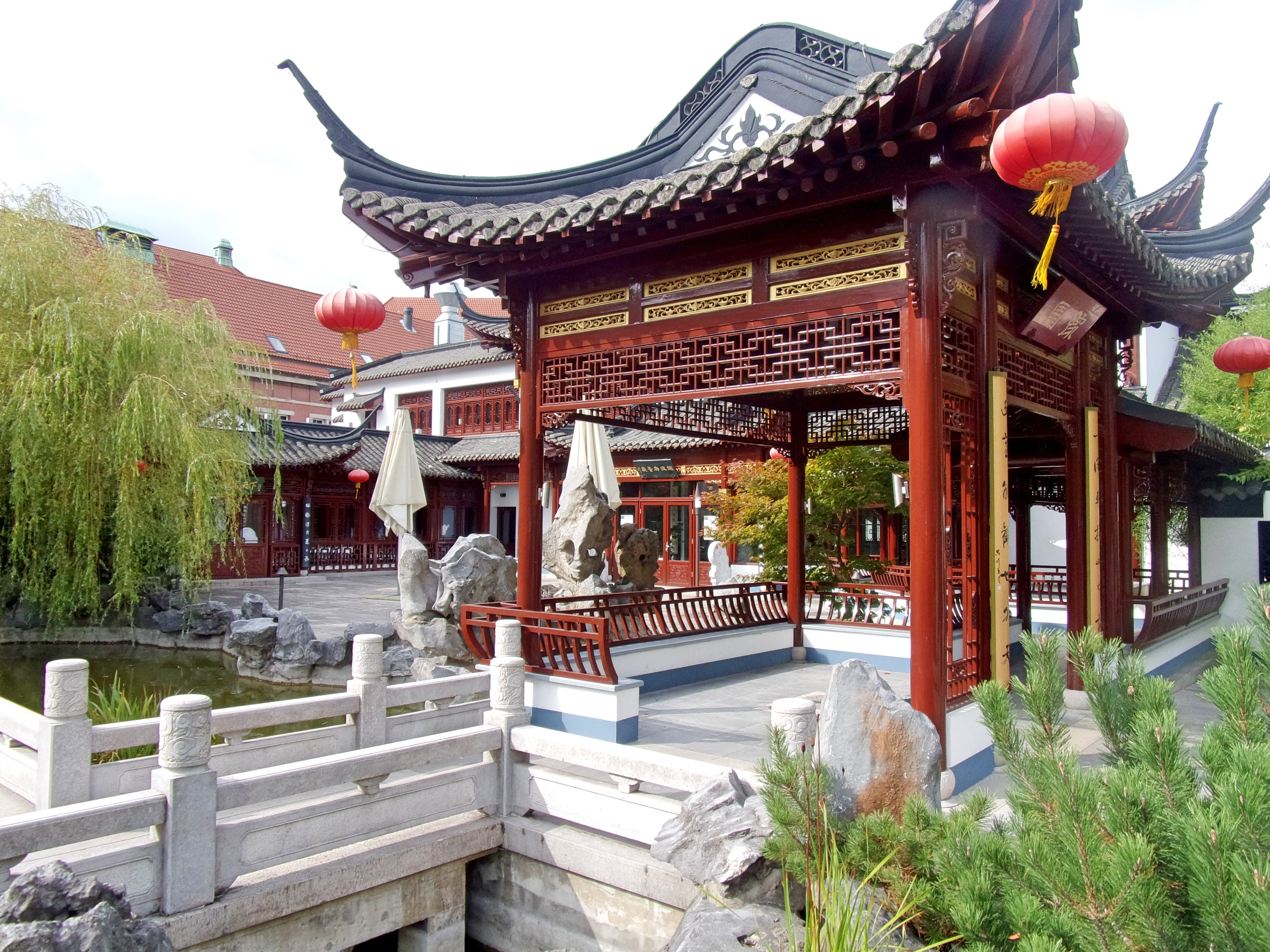
Chinesische Architektur vor der Terrasse am Teehaus
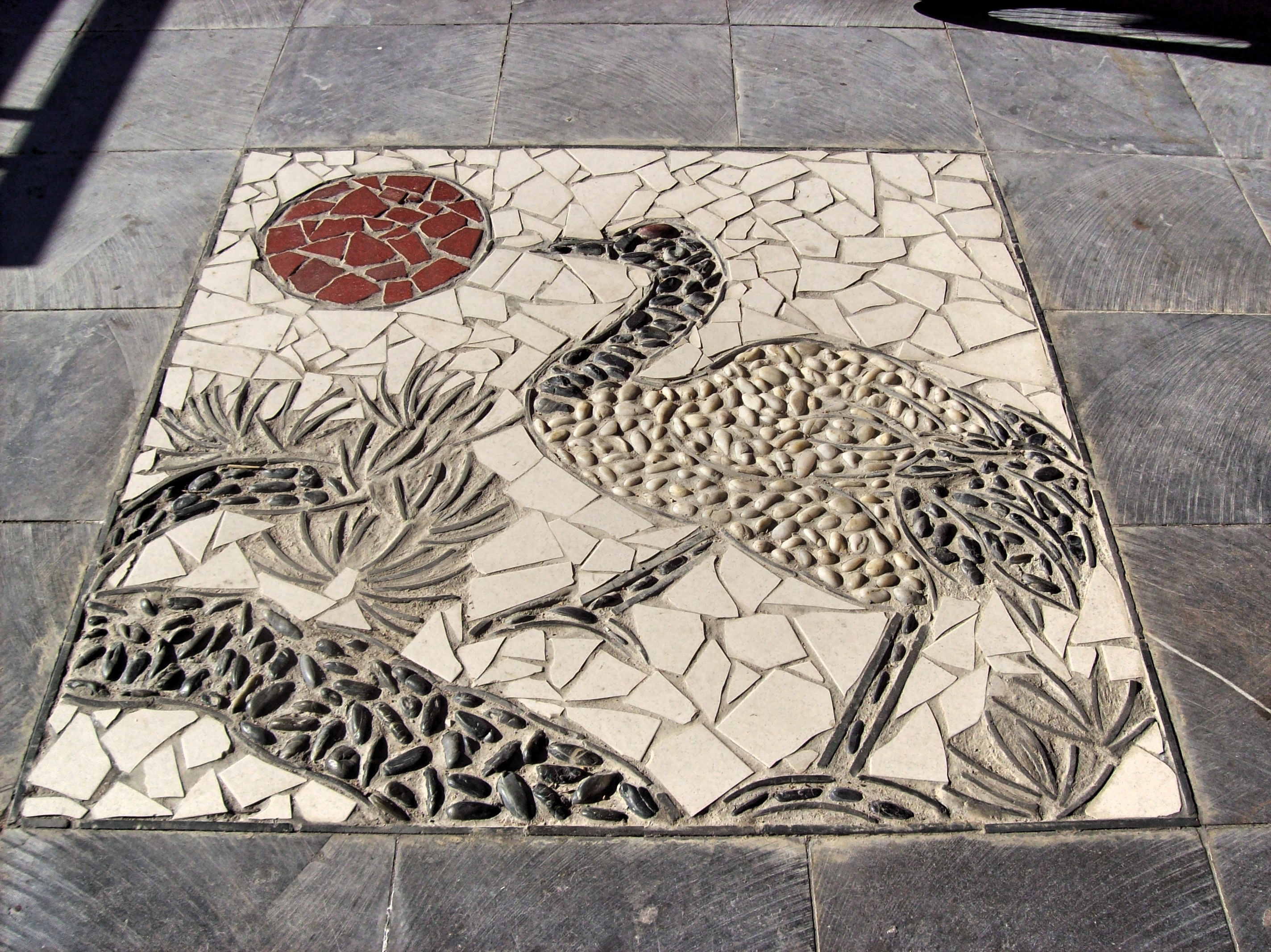
Kranich-Mosaik

### Veranstaltungen und Nutzung der Räume
In der Vergangenheit wurden die Räumlichkeiten hauptsächlich vom Konfuzius-Institut der Universität Hamburg genutzt. Zusammen mit der Universität Hamburg Marketing GmbH, die das Teehaus betreut, fanden dort hauptsächlich Sprachkurse und traditionelle Tee-Zeremonien statt, aber auch Spiele-Nachmittage und viele Kurse. Höhepunkte jedes Jahr sind das traditionelle Mondfest und das Neujahrsfest. Diverse Kurse auch für Kinder konnten meist gegen Gebühr besucht werden. Dazu gehörten Malerei, Kalligrafie, Tee.- und Gartenkunst, aber auch Spiele-Nachmittage, Shogi-Turniere oder Qigong, Literatur-Abende, Filmvorführungen oder Konzerte. Grundlage für die Betreuung der Anlage war ein Pachtvertrag zwischen dem chinesischen Bauherrn Shanghai Yu Yuan Tourist Mart Co. Ltd und der Universität Hamburg Marketing GmbH (UHHMG), der im Jahr 2012 über die Dauer von fünf Jahren geschlossen wurde. Das Konfuzius-Institut ist ein gemeinnütziger Verein. Eines der gesetzten Ziele des Instituts ist es, innerhalb der Veranstaltungsreihe „Deutsch-chinesischer Dialog“ eine langfristige Brücke zwischen China und Deutschland zu bauen. Weitere Aufgaben sind in einem Video, das in deutscher und chinesischer Sprache veröffentlicht ist, dokumentiert. Vereinbart wurde außerdem, das die Räumlichkeiten auch von privaten Personen gegen Gebühr für Feierlichkeiten oder Tagungen genutzt werden können.

### Wiedereröffnung nach Sanierung 2019
Mit Ablauf des Pachtvertrages wurden die Gebäude und die Außenanlage geschlossen und mit Flatterband abgesperrt. Witterungsbedingte Schäden – hauptsächlich an den Dächern – machten eine komplette Schließung notwendig. Reparaturen innen und außen wurden inzwischen durchgeführt, auch die Gartenanlagen wurden wieder instand gesetzt und die Pavillons bekamen neue Farbanstriche. Am 17. Januar 2020 wurde das Teehaus im Rahmen einer feierlichen Veranstaltung und im Beisein des chinesischen Generalkonsuls Du Xiaohui und Hamburgs Bürgermeister Peter Tschentscher offiziell wiedereröffnet. Auch der Restaurantbetrieb wurde inzwischen wieder aufgenommen.

## Videos
- Universität Hamburg Marketing, Feier-Location Yu Garden Hamburg auf YouTube
- Universität Hamburg Marketing, Tagungs-Location Yu Garden Hamburg auf YouTube